# CoCo Uta no Daihyakka Sono 2
Albums de CoCo
CoCo Uta no Daihyakka Sono 1
(2008)
CoCo Uta no Daihyakka Sono 2 (CoCo☆うたの大百科その2) est un album compilation du groupe de J-pop CoCo ; c'est la septième compilation consacrée au groupe.

## Présentation
C'est le second volume d'une intégrale des chansons du groupe CoCo. Il sort le 3 septembre 2008 au Japon sous le label Pony Canyon, le même jour que le premier volume CoCo Uta no Daihyakka Sono 1, et moins de deux mois après une précédente compilation du groupe, Straight + Single Collection. Il inclut un CD de 17 pistes, un DVD, et deux livrets de 32 et 48 pages.
Le CD contient 17 titres parus sur les albums du groupe, de 1990 à 1994, mais particuliers : 13 titres interprétés en fait en solo par les divers membres, un titre instrumental, et trois versions remaniées de titres figurant déjà dans leurs versions originales sur le premier volume avec les autres titres du groupe. Azusa Senō ne chante pas sur deux de ces versions, ré-enregistrées après son départ du groupe en 1992, mais figure sur la couverture de l'album avec les quatre autres membres. Le DVD contient les pistes de la vidéo en concert CoCo Legend Singles Live Collection 1989-94 sortie en 1995, avec en bonus trois des derniers clips du groupe, tirés de deux autres vidéos ; Azusa Senō n'y apparait donc pas.

## Liste des titres
| 1.  | Egao de No-Side (笑顔でNo-Side)                                              | Maki Miyamae / Album Share (1992)          |  |
| 2.  | Shabon no Tameiki (シャボンのため息)                                         | Maki Miyamae / Album Sylph (1992)          |  |
| 3.  | Tsuki ni Hi ni ~ Itsumo Anata wo Omotteru (月に日に～いつもあなたを想ってる) | Maki Miyamae / Album Sweet & Bitter (1994) |  |
| 4.  | Mugon no Falsetto (無言のファルセット)                                       | Erika Haneda / Album Share (1992)          |  |
| 5.  | Yuki no Hi wa Dareka no Koto wo (雪の日は誰かのことを)                       | Erika Haneda / Album Sylph (1992)          |  |
| 6.  | A Girl's Night                                                               | Erika Haneda / Album Sweet & Bitter (1994) |  |
| 7.  | Nanika ga Michi wo Yattekuru (何かが道をやってくる)                          | Azusa Senō / Album Share (1992)            |  |
| 8.  | Anata to Ita Kisetsu (あなたといた季節)                                      | Rieko Miura / Album Share (1992)           |  |
| 9.  | Fuyu no Biryuushi (冬の微粒子)                                               | Rieko Miura / Album Sylph (1992)           |  |
| 10. | Sennen no Biyaku (千年の媚薬)                                                | Rieko Miura / Album Sweet & Bitter (1994)  |  |
| 11. | Ikanaide Natsuyasumi (行かないで夏休み)                                      | Mikiyo Ōno / Album Share (1992)            |  |
| 12. | Miss Lonely (Miss LONELY)                                                    | Mikiyo Ōno / Album Sylph (1992)            |  |
| 13. | Kokoro no Shozai (心の所在)                                                  | Mikiyo Ōno / Album Sweet & Bitter (1994)   |  |
| 14. | Misty Heart (Instrumental)                                                   | Instrumental / Album Strawberry (1990)     |  |
| 15. | Muteki no Only You ~Horror Version~ (無敵のOnly You ~HORROR VERSION~)        | CoCo / Album Sweet & Bitter (1994)         |  |
| 16. | Yume Dake Miteru (album version) (夢だけ見てる)                              | CoCo / Album Share (1992)                  |  |
| 17. | Live² Version (remake de Live Version)                                       | CoCo / Album Sweet & Bitter (1994)         |  |

DVD
CoCo Legend Singles Live Collection 1989-94
1. Equal Romance (EQUALロマンス?)
2. Hanbun Fushigi (はんぶん不思議?)
3. Natsu no Tomodachi (夏の友達?)
4. Sasayaka na Yūwaku (ささやかな誘惑?)
5. Live Version
6. News na Mirai (Newsな未来?)
7. Muteki no Only You (無敵のOnly You?)
8. Yume Dake Miteru (夢だけ見てる?)
9. Dakara Namida to Yobanaide (だから涙と呼ばないで?)
10. Onaji Hoshi no Ue de... (同じ星の上で…?) (titre de l'album Share)
11. Natsuzora no Dreamer (夏空のDreamer?)
12. Yokohama Boy Style (横浜Boy Style?)
13. Chiisa na Ippo de (ちいさな一歩で?)
14. Koi no Junction (恋のジャンクション?)
15. You're My Treasure - Tōi Yakusoku (You’re my treasure~遠い約束?)

Bonus Tracks
Extraits de CoCo Concert '93 De Luxe Edition ~Haru-wa CoCo Kara & Clips~ (...~春はCoCoから & CLIPS~)
- Yokohama Boy Style (横浜Boy Style) (Video Clip)
- Koi no Junction (恋のジャンクション) (Video Clip)

Extrait de THE CoCo COLLECTION -FIRST & LAST VIDEO CLIPS-
- You're My Treasure - Tōi Yakusoku (You’re my treasure~遠い約束) (Video Clip)